# Chamail (prenda)

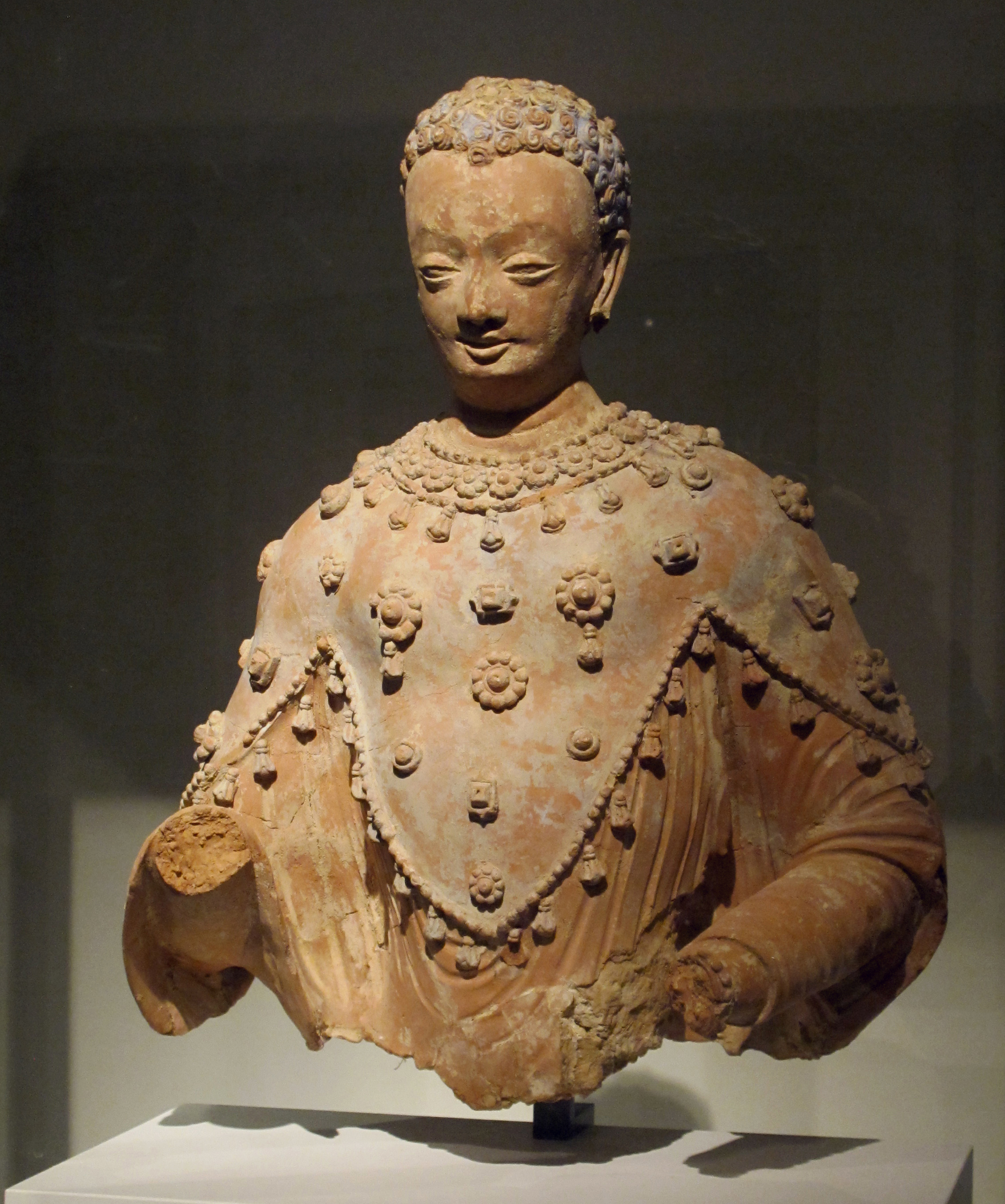
Estatua de Buda usando un chamail iraní de tres puntas, Ghorband valley, Fondukistan monastery, circa 700 d. C.

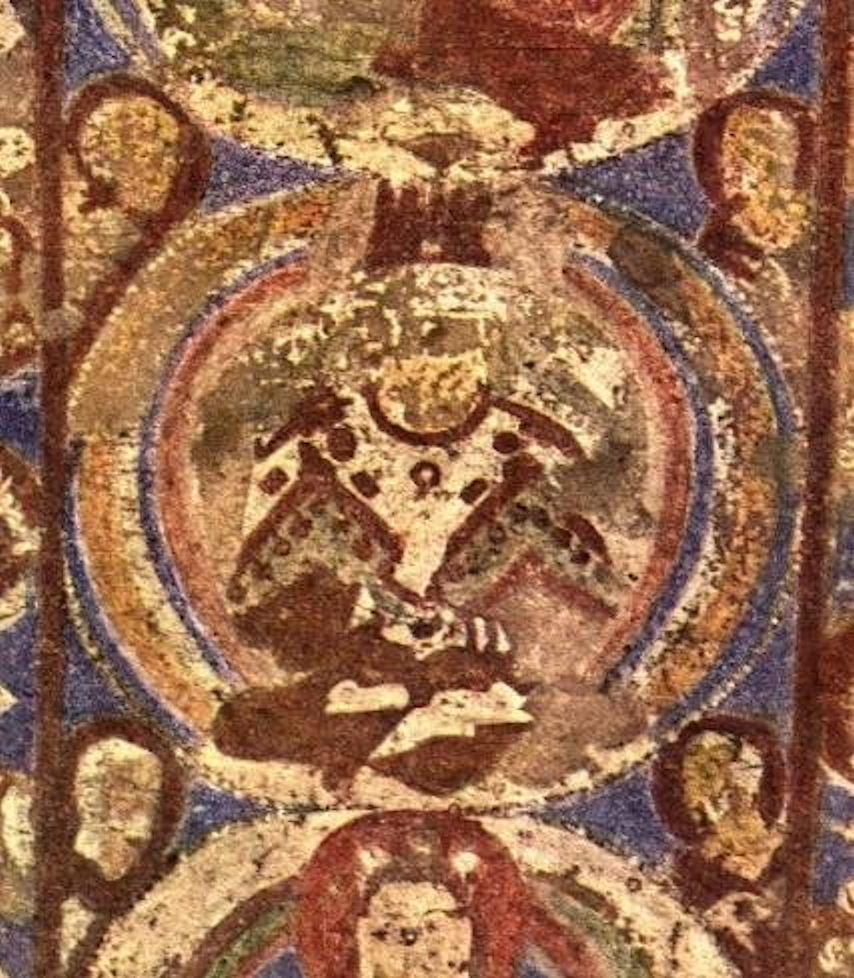
Buda usando una corona y una capa. Pintura en nicho "I". Budas de Bāmiyān, siglo 7 d. C.

El chamail es un tipo de poncho de Asia Central.
Como consecuencia de la influencia Centroasiática, este tipo de ropa también aparece en pinturas indias del primer milenio de la era común, como en las Cuevas de Ajanta o las Cuevas de Bagh. Probablemente fue introducido en la India por los sakas o los kushán. También aparece en lugares de Gandhara como Fondukistan o Bamiyan, e incluso en Xinjiang. También en Cachemira el chamail aparece en los budas o bodhisattvas entre los siglos 6 y 7 d. C.

## Ejemplos

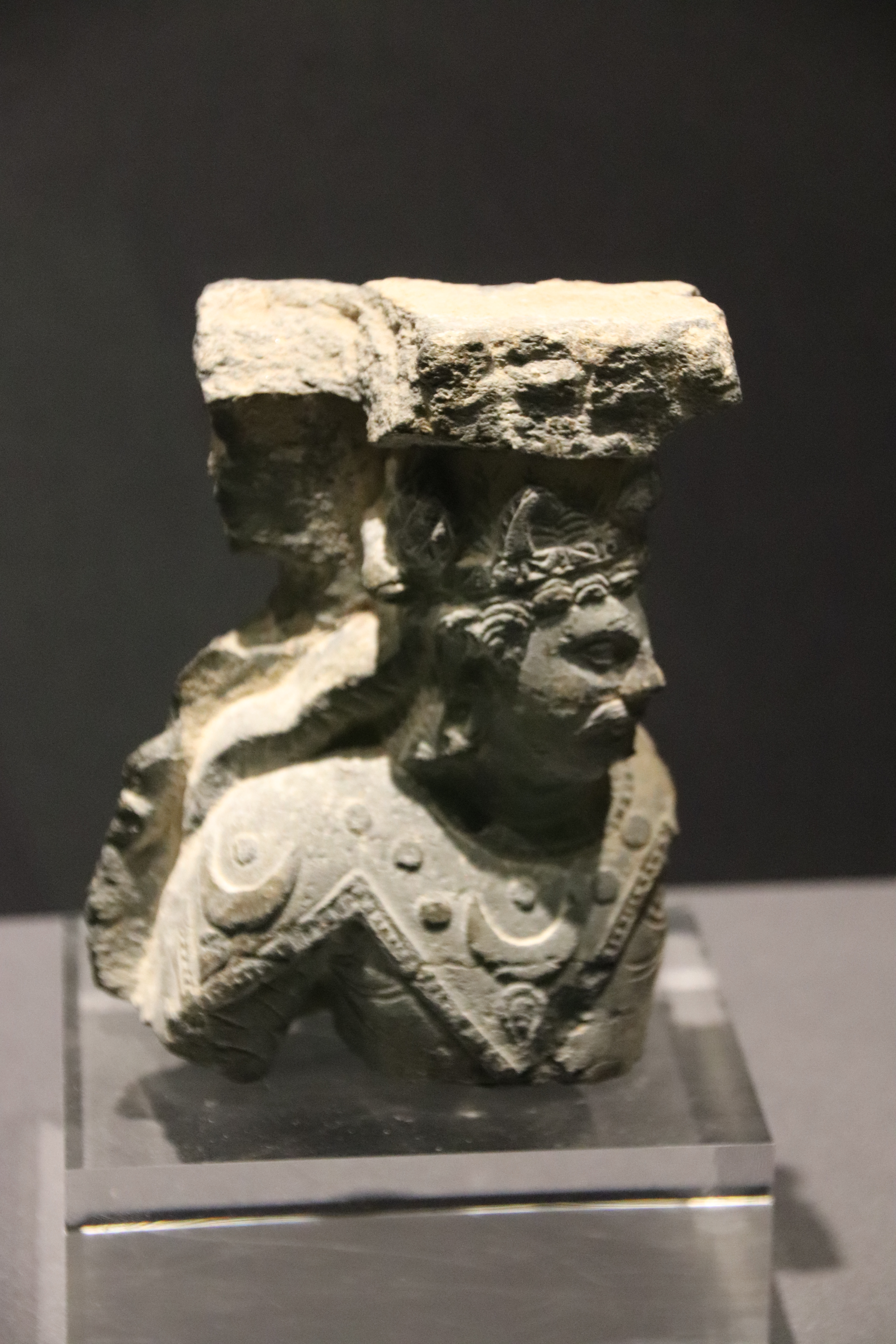
El rey Gandhara usanto un chamaill, siglo 3-4 d.C.
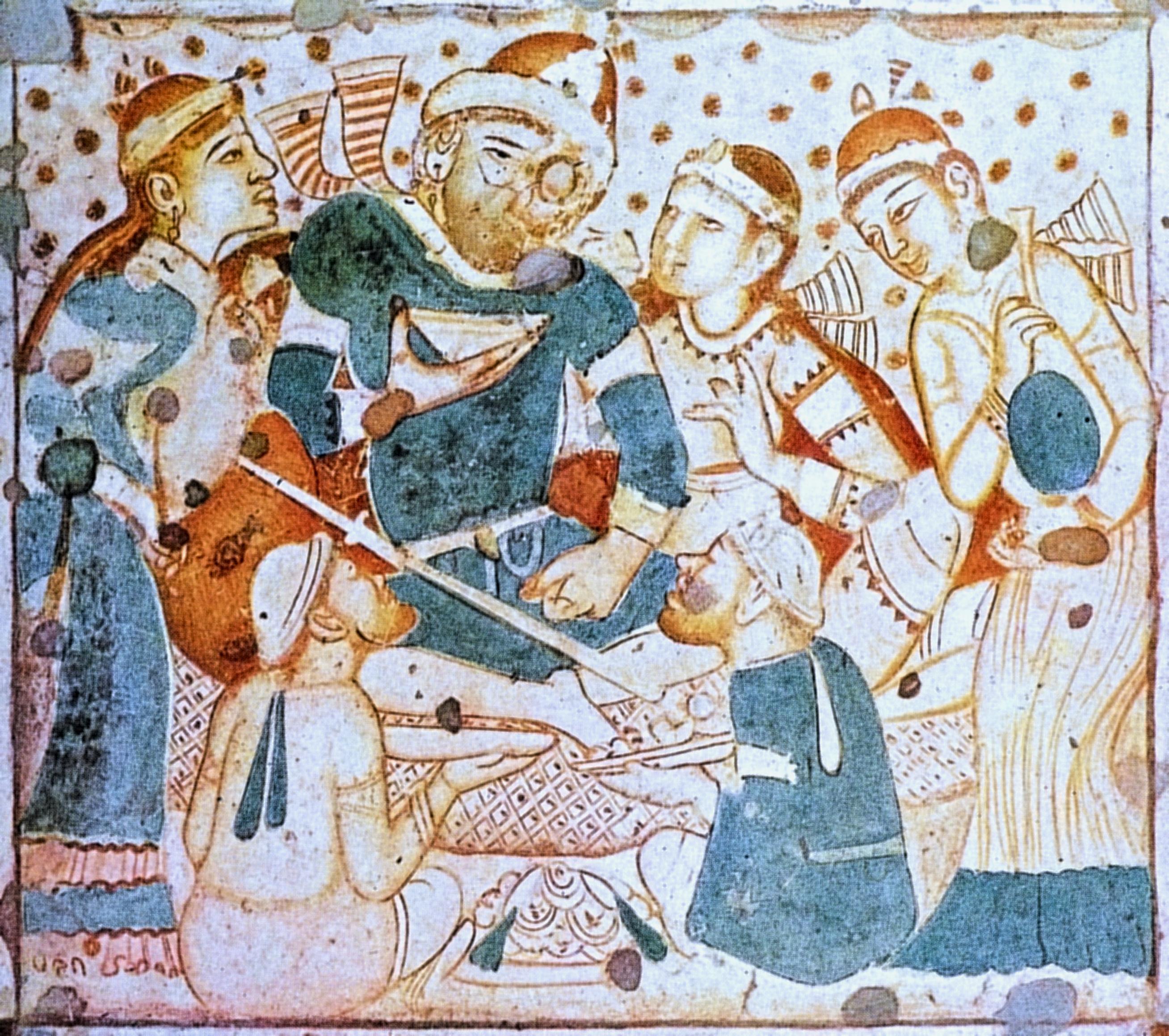
Un foráneo en el imperio sasánida tomando vino, en el cielorraso del hall central de la cueva 1, en Ajanta. Probablemente una escena genérica de un objeto importado de Asia Central (460-480 d. C.)
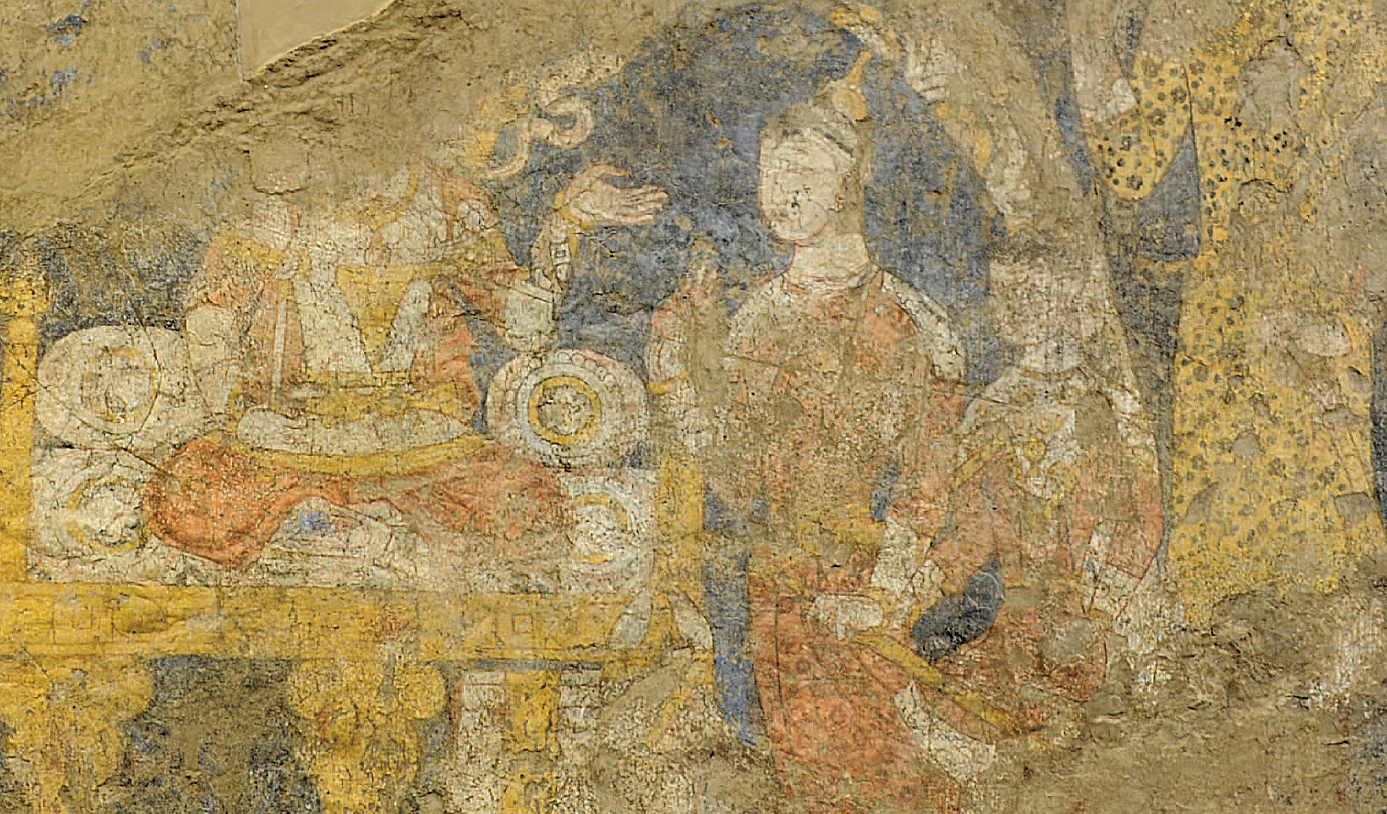
Portador de un chamail (a la derecha) en los murales de Penjikent.
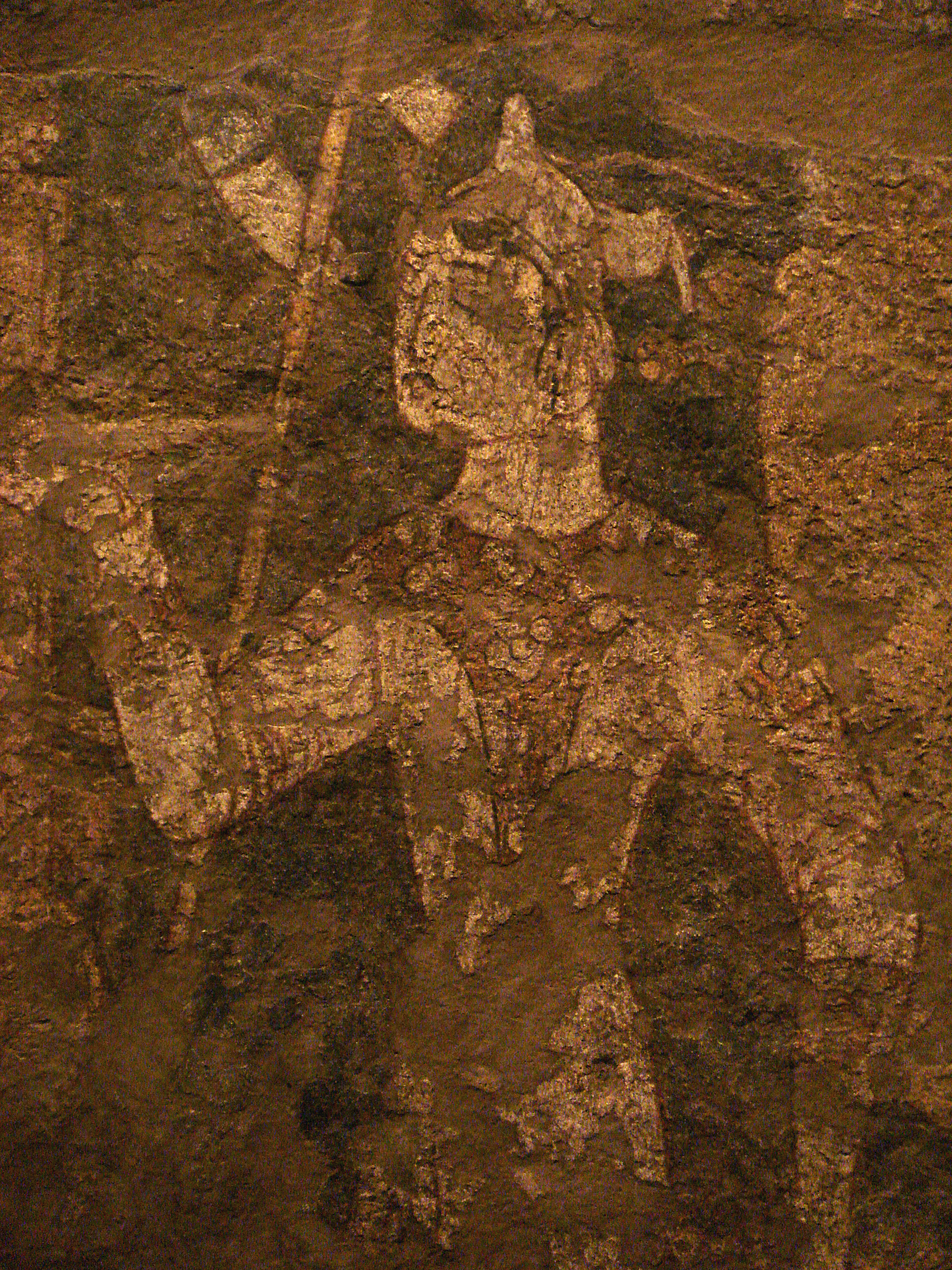
Sirviente usando un chamail, Penjikent